# Tour de Samois
La tour de Samois, aussi appelée tour Hébert ou tour de l'Observatoire, est une tour d'observation dans la forêt de Fontainebleau, sur le territoire de Samois-sur-Seine, en France. De nos jours abandonnée et interdite d'accès, elle constitue pourtant l'un des symboles de la commune.

## Situation et accès
Située sur le rocher de Samois culminant à 117 mètres d'altitude, la tour se dresse sur un banc de sable entouré de rochers, au sud-ouest du village. Le rocher même constitue une partie de la forêt communale de Samois-sur-Seine, division du massif forestier de Fontainebleau.
Son accès est possible via le chemin du Rocher-de-Samois, lui-même accessible depuis l'avenue de la Libération. Visible depuis le parc de stationnement de la salle des fêtes « La Samoisienne », elle reste cependant isolée du village.
Elle est située à 1 kilomètre de la halte de Fontainebleau-Forêt.

## Historique

### Contexte
Le rocher de Samois surplombe le village de Samois-sur-Seine et offre une vue sur celui-ci et sur la Seine. Jonché de plusieurs groupes de roches, certaines auraient servi d'autel de sacrifices pour les druides.

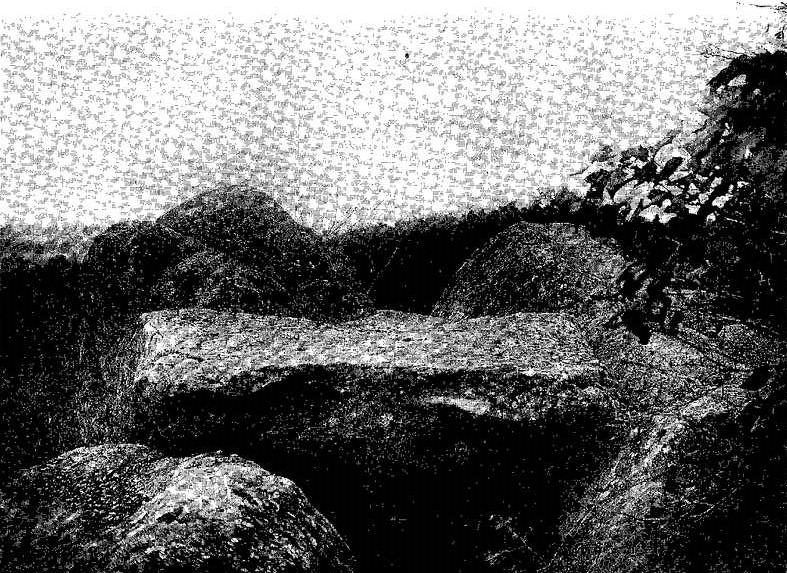
Groupe de roches dites « pierres druidiques » sur le rocher de Samois, vers 1913.

### Fondation
Isidore Hébert, sculpteur sur bois de Fontainebleau, demande le 16 novembre 1879 au conseil municipal de Samois-sur-Seine[réf. nécessaire] la concession gratuite d'un emplacement sur le rocher de Samois afin d'élever une tour servant d'observatoire. À l'instar de la tour Denecourt, située à 2,3 kilomètres et construite 28 ans plus tôt, la tour de Samois aurait donc un rôle majoritairement touristique. Cette initiative est aussi motivée par le fait que Samois-sur-Seine est à l'époque moins fréquenté que les autres villages de la forêt et n'a pas bénéficié d'une gare ferroviaire faisant venir les visiteurs parisiens. Il est également prévu d'établir des jeux et une buvette sur cet emplacement. La tour est construite et achevée en 1880[réf. nécessaire].

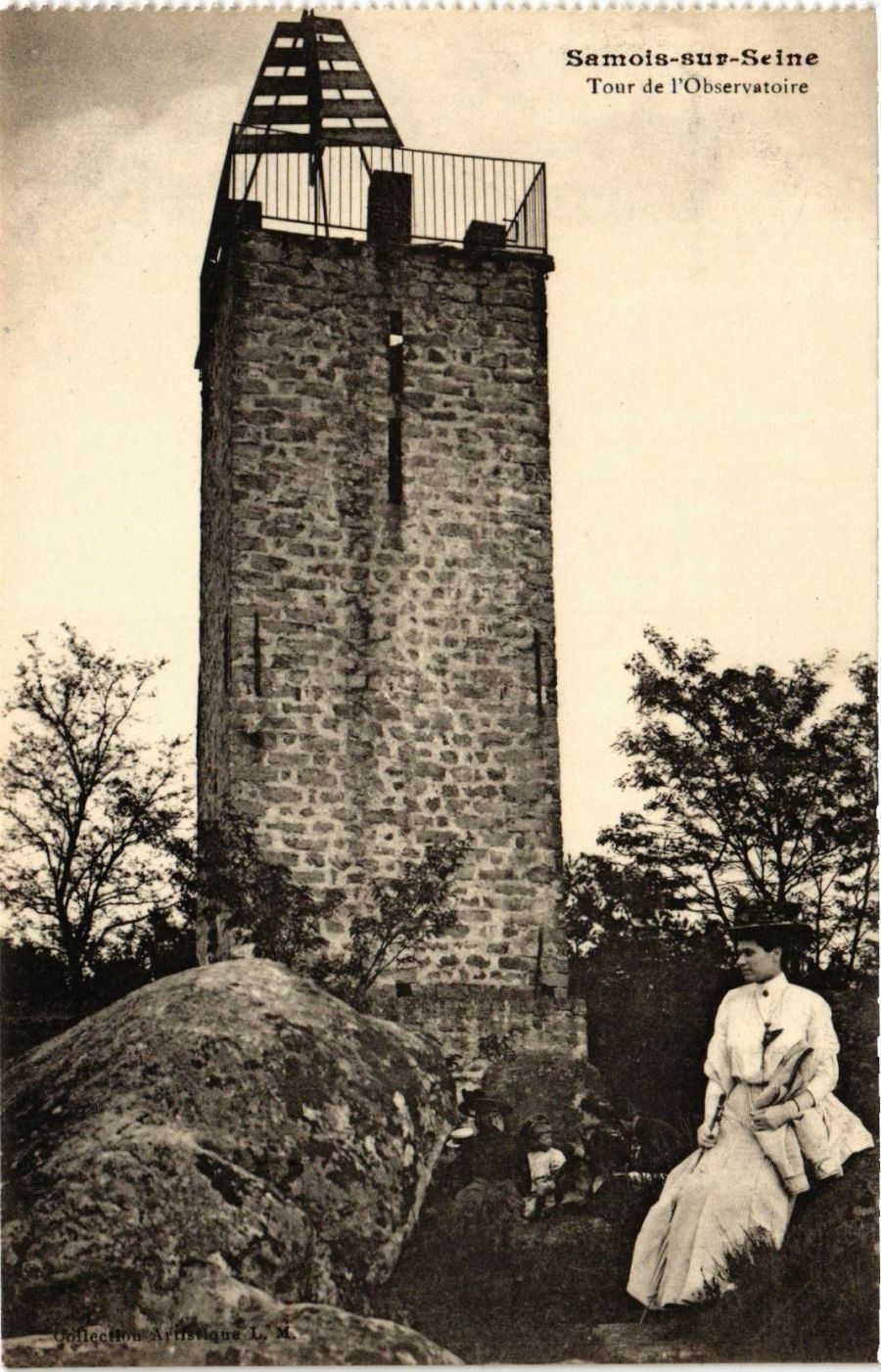
Ancienne carte postale représentant la tour.
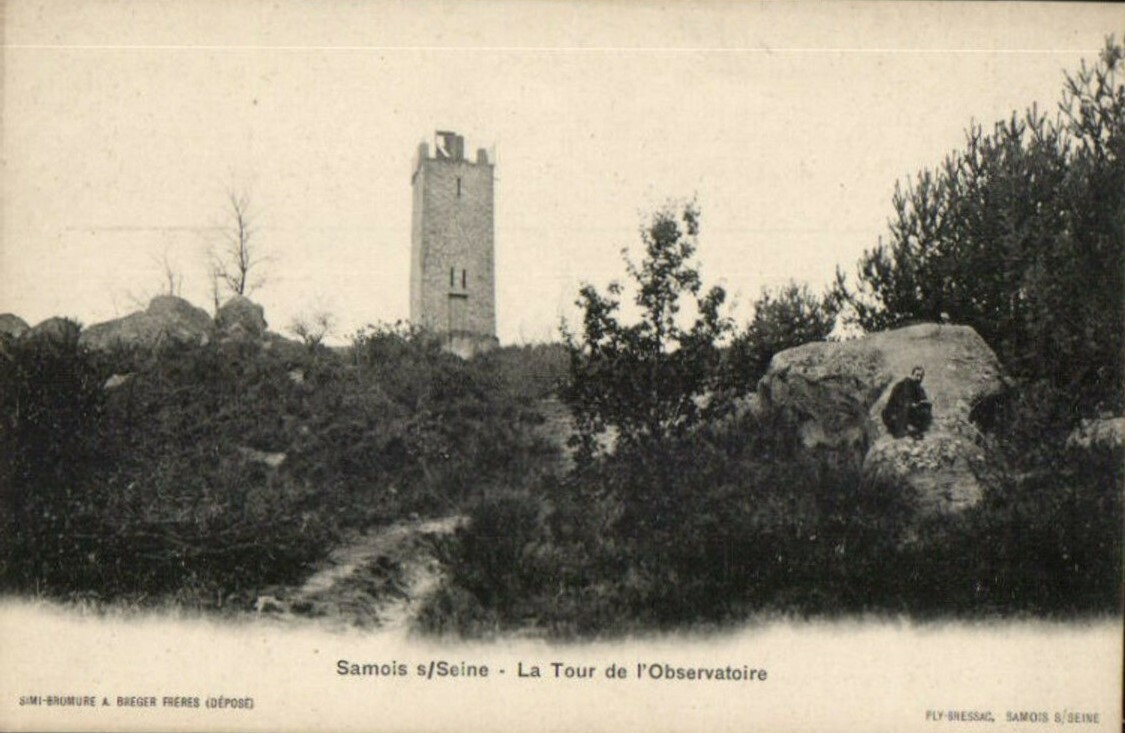
Carte postale représentant la tour sur le rocher, vers le début du XXe siècle.

### Dégradations successives et restaurations
En 1894 déjà, le perron doit être refait et à ces fins la famille Hébert recueille des souscriptions pour sa restauration — d'après les publications dans L'Abeille de Fontainebleau, ce sont 204 francs qui sont récoltés —, ce qui permet de reprendre les visites,,. La concession a été accordée pour 25 ans ; déjà en mauvais état à l'expiration de cette période, on la décrit comme en « ruines » en 1908. Le constructeur s'est ruiné à la construire, la tour revient ensuite à la Ville, qui cherche un nouveau locataire, mais en vain,. C'est finalement cette dernière qui en assurance son entretien et son gardiennage jusqu'en 1936,.
En 1928, l'édifice doit être fermé à cause de la dégradation de son état. Il est tout de même restauré grâce à l’Amicale de Samois, et son accès devient payant. Une buvette est aménagée à sa base. Peut-on lire en outre dans la presse locale en été 1931 : « à la tour de l'observatoire de Samois d'où les journalistes appréciaient le vaste cadre d'un paysage de verdure et d'horizons ».

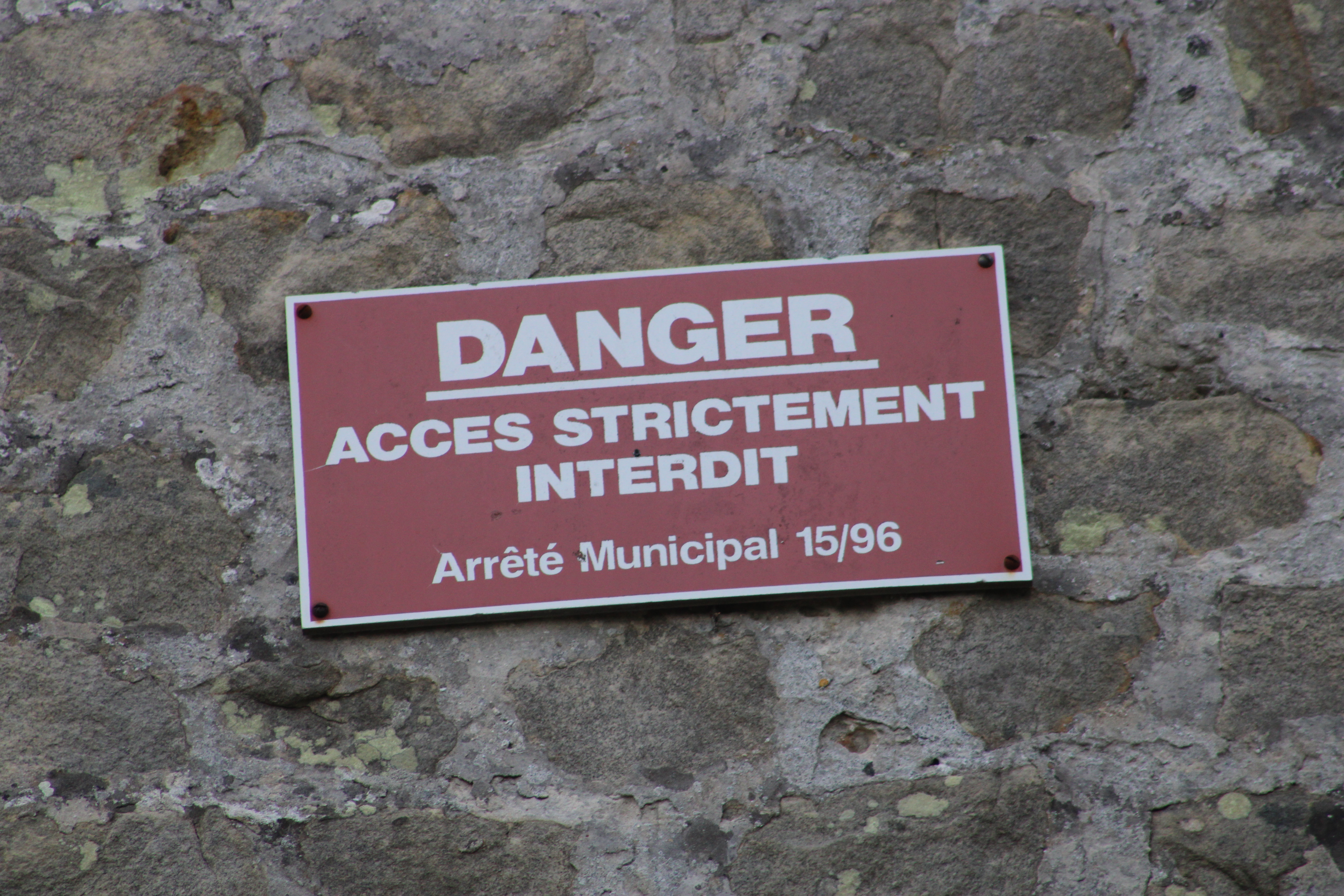
Panneau sur le côté nord-ouest de la tour interdisant son accès par arrêté municipal 15/96.

En 1960, l'Association des amis de Samois procède à la création du sentier no 15 de la forêt de Fontainebleau qui traverse le sommet du rocher. Mais, la tour devient de plus en plus dégradée et subit de multiples actes de vandalisme, parmi eux la dégradation d'une table d'orientation installée en 1962 par l'Association des amis de Samois. À cela s'ajoute l'absence du contrôle de la végétation, ce qui ne permet plus d'offrir la vue panoramique d'où il était possible d'apercevoir la Seine. Par mesure de sécurité, la Ville interdit son accès en 2002 et mure l'entrée de la tour, condamnant entièrement l'accès à la terrasse, ce qui vient également témoigner du déclin touristique du site.

### Propositions d'aménagement
En 2007, la mise en place d'un escalier métallique est proposée lors d'un conseil municipal. On propose dans le cas contraire, ironiquement ou non, de retirer la tour du blason communal. Aucune des deux mesures n'a pris effet.

## Structure
La tour est à base carrée et est surmontée d'une terrasse d'observation où l'escalier intérieur en colimaçon ressort sous un abri de forme octogonale,. Elle est composée de 46 marches qui permettent son ascension, le début se trouvant en extérieur. La base contient un renfoncement ne contenant plus qu'un banc aujourd'hui.

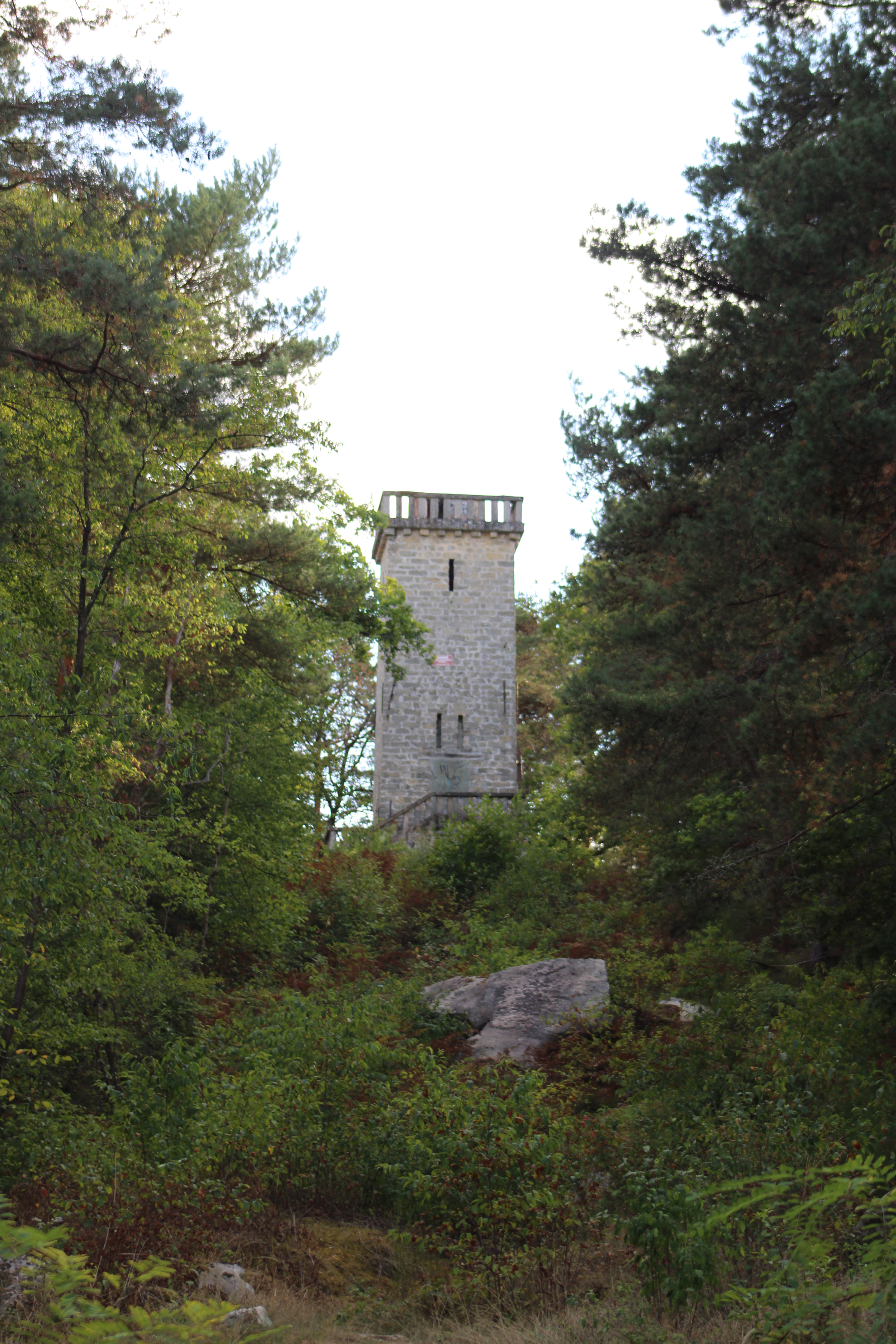
La tour vue depuis le contrebas du rocher de Samois.
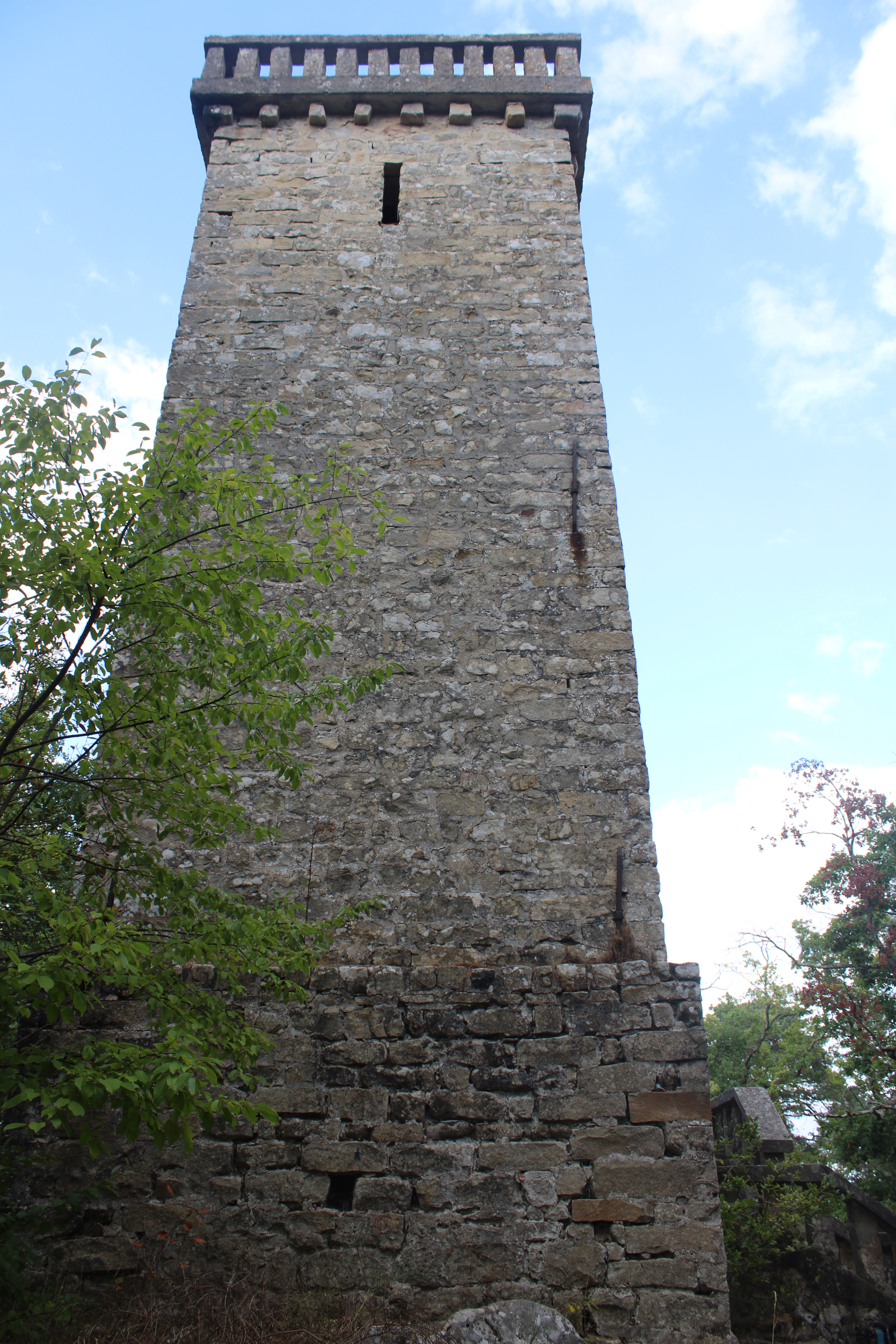
Côté sud-ouest de la tour.
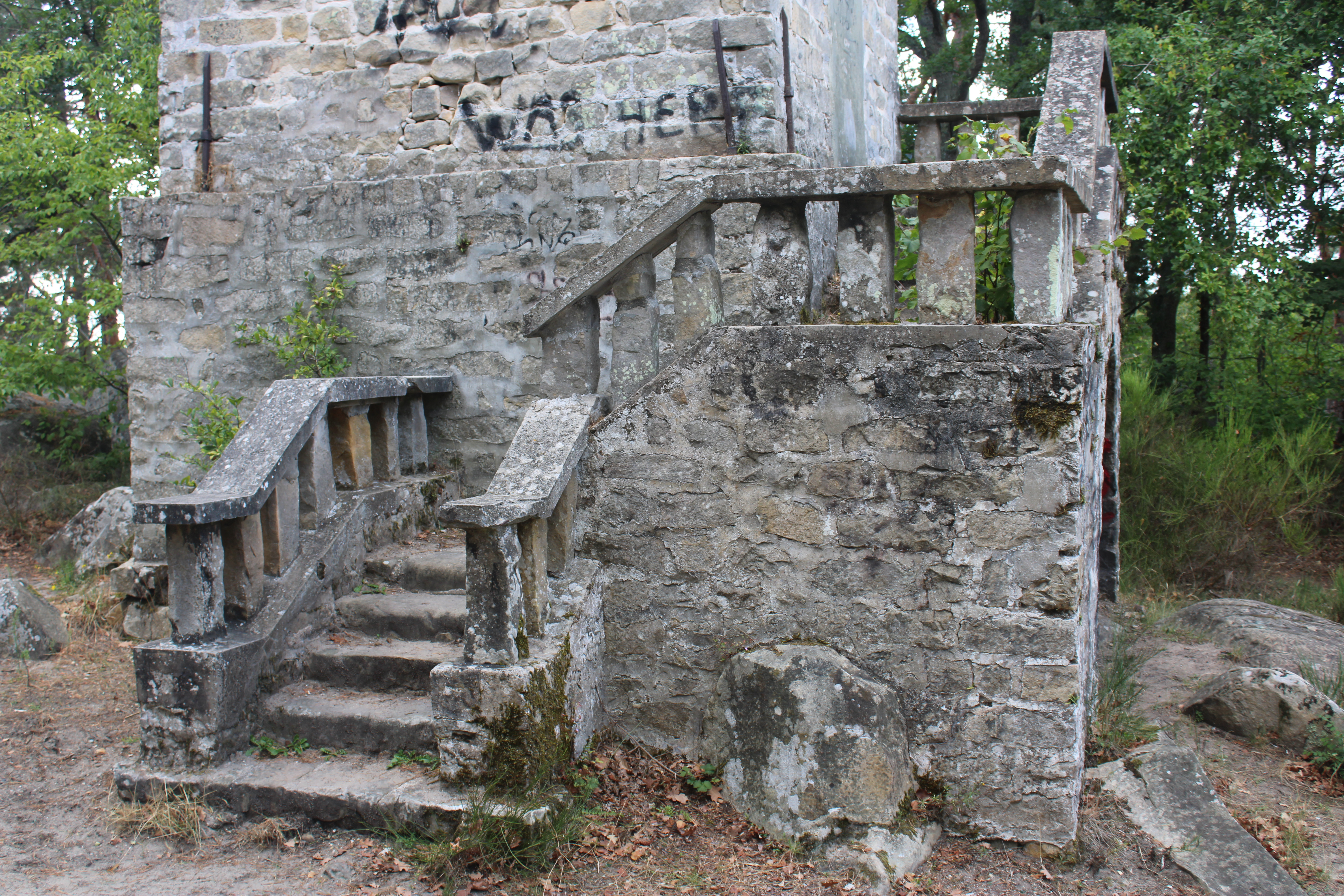
Les marches qui permettaient l'accès à l'intérieur puis au sommet.
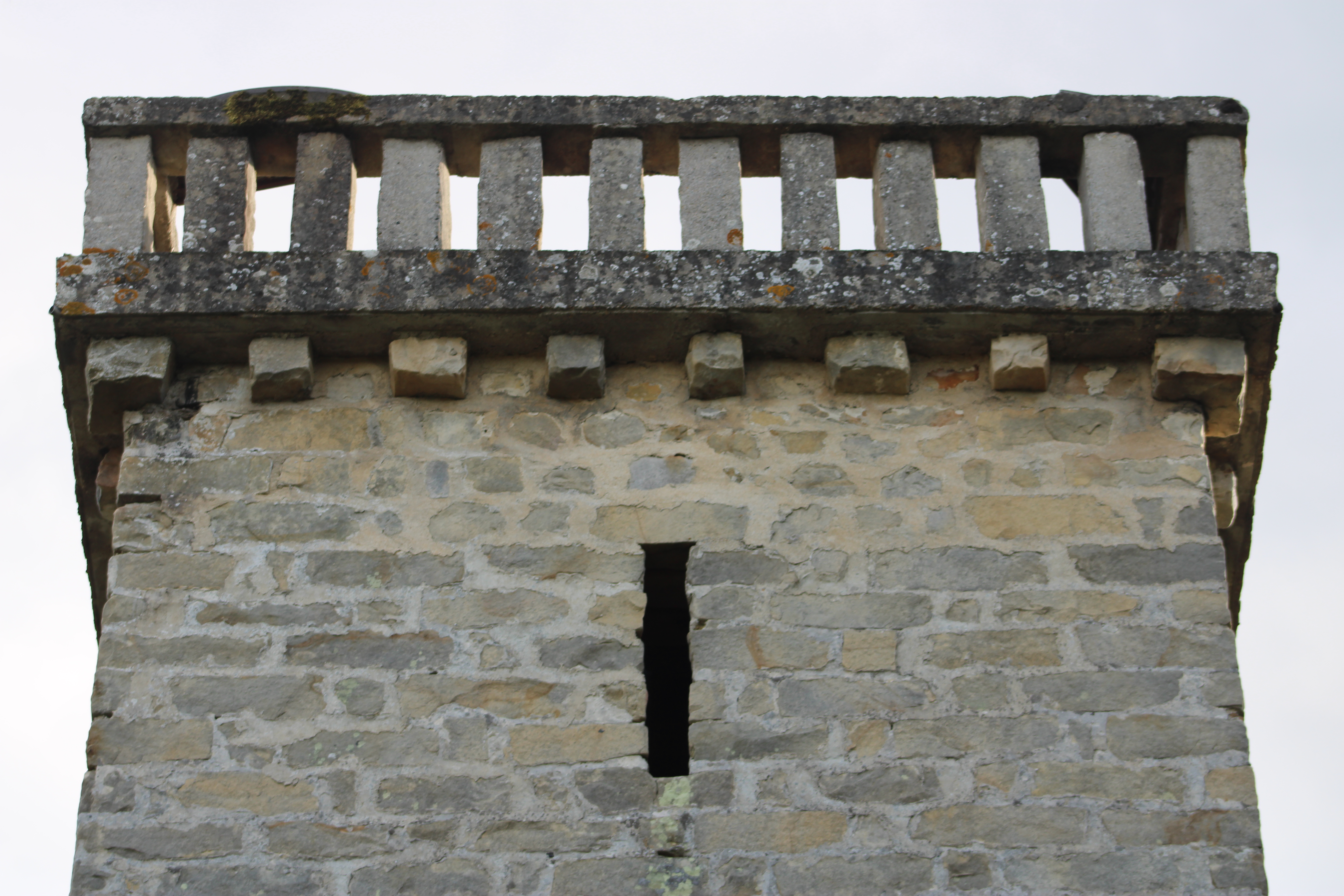
La terrasse au sommet et l'une des fentes.

## Représentations culturelles

### Héraldique

Blason de Samois-sur-Seine.

La tour et le rocher de Samois figurent dans le quart haut-gauche du blason de la commune de Samois-sur-Seine. Sa représentation est légèrement altérée et présente une vue dégagée des arbres.